# 힐러리 한
힐러리 한(Hilary Hahn, 1979년 11월 27일 ~ )은 미국의 바이올리니스트이다. 그녀는 주요 오케스트라 및 지휘자도 맡고, 주로 솔리스트로서 활동한다. 그리고 리사이틀 연주자로서 전 세계에서 공연한다. 그녀는 현대 클래식 음악도 많이 연주했는데, 에드가 마이어와 제니퍼 히그던의 바이올린 협주곡, 안톤 가르시아 아브릴의 파르티타, 에이노유하니 라우타바라의 바이올린과 오케스트라를 위한 세레나데, 레라 아우에르바흐의 바이올린과 피아노 소나타를 포함하여 몇몇 작곡가들이 그녀를 위해 작곡했다.